# NGC 5658
NGC 5658 é uma estrela na direção da constelação de Virgo. O objeto foi descoberto pelo astrônomo George Bond em 1853, usando um telescópio refrator com abertura de 15 polegadas. 